# Wappenstein der Brauergilde (Hannover)

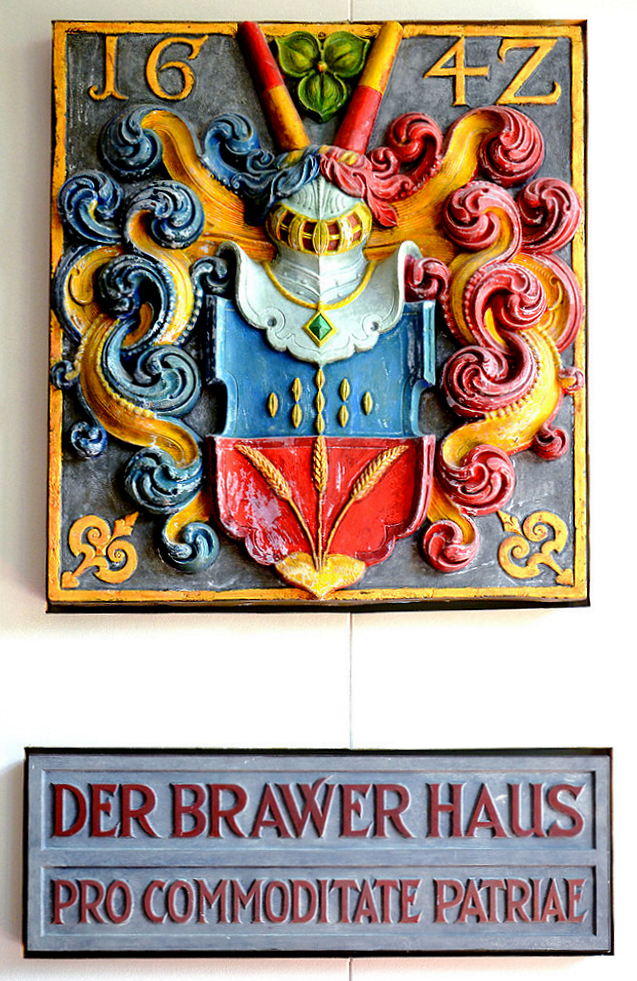
Das 1642 in Stein gehauene Wappen der Brauergilde von Hannover, Hans Nottelmann dem Jüngeren zugeschrieben; darunter eine Nachbildung mit dem Spruch „[...] Pro commoditate patriae“

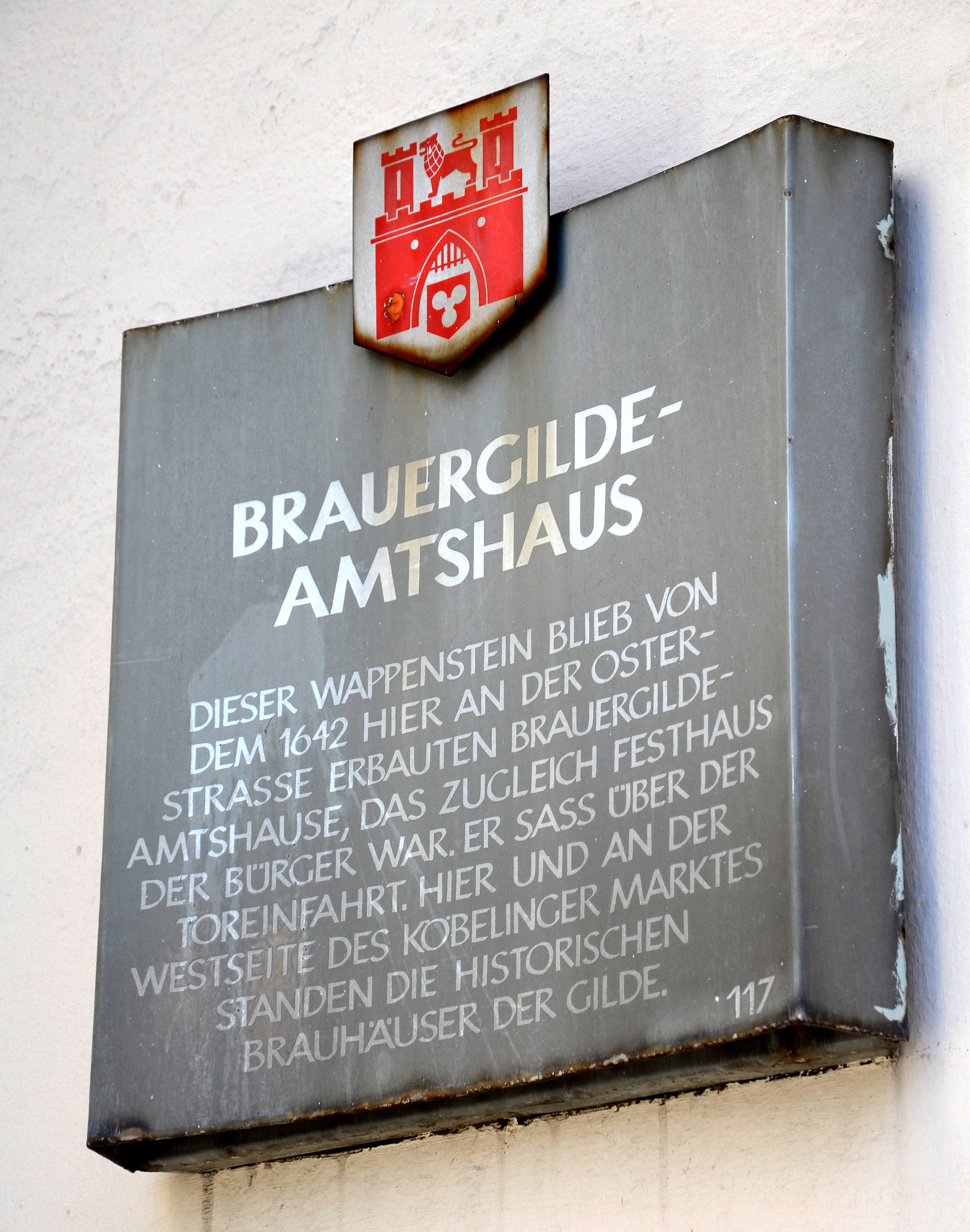
Stadttafel Nummer 117 am Gebäude Osterstraße 30 mit Hinweisen auf das Wappen und das Brauergilde-Haus

Der Wappenstein der Brauergilde von Hannover ist ein im 17. Jahrhundert geschaffener Wappenstein der hannoverschen Gilde der Brauer und Mälzer. Standort des in Stein gehauenen Wappens ist die Eingangshalle der Gilde Brauerei unter der Adresse Alte Döhrener Straße im heutigen Stadtteil Südstadt.

## Geschichte

### Brauergilde
Bereits im Jahr 1322 verlieh Herzog Otto von Braunschweig-Lüneburg an die Vollbürger von Hannover das Brauprivileg zur Herstellung von Bier. Das vergleichsweise preiswerte Getränk diente noch zur Zeit des Mittelalters unter anderem zur Herstellung von Biersuppen insbesondere für die Mahlzeiten armer Familien – mit den durch den Alkohol bedingten Folgen vor allem für die Entwicklung der Kinder.
Im Jahr 1609 waren die Eigentümer von Häusern der hannoverschen Altstadt, „auf denen das Braurecht lag“, zur Brauergilde zusammengeschlossen. Diese war eine rechtsfähige Körperschaft und führte auch ein eigenes Wappen.

### Der Wappenstein
Der 1642 datierte und dem hannoverschen Bildhauer Hans Nottelmann dem Jüngeren zugeschriebene Wappenstein war ursprünglich über der Toreinfahrt an dem Brauergilde-Haus in der Osterstraße angebracht, das der Unternehmer Johann Duve mitten im Dreißigjährigen Krieg auf Wunsch des Rates der Stadt Hannover als repräsentatives Amtshaus der Gilde in den Jahren 1642 bis 1644 errichten ließ. Dort fand sich zusätzlich auch die Inschrift

„DER BRAWER HAUS
PRO COMMODITATE PATRIAE“

zu deutsch etwa „Das Haus der Brauer / Zum Nutzen unserer Vaterstadt“.
Der Wappenstein wurde im Jahr 1878 dann am Geschäftshaus der Lagerbierbrauerei an der Hildesheimer Straße angebracht, knapp einhundert Jahre später im Jahr 1974 im Verwaltungsgebäude der Gilde Brauerei.

## Beschreibung
Der farbig bemalte Wappenstein zeigt in Höhe des Datums 1642 zwischen zwei geraden rot-goldenen Hörnern als Helmzier das dreiblättrige Kleeblatt als heraldisches Symbol für die Stadt Hannover, womit die Brauergilde ihre enge Verbundenheit mit der Stadt bezeugte. Unter dem Helm mit seinem geschlossenen Visier findet sich ein Schild mit zwei Feldern in den Farben blau und rot, den traditionellen „Hausfarben“ der Gilde Brauerei. An Stelle eines Schildmantels liegt hinter dem Schild barockes Rankenwerk in denselben Farben. Im oberen blauen Feld finden sich neun goldene Malzkörner, im unteren roten Feld drei goldene Gerste-Ähren. Der auf dem Wappenschild aufsitzende silberne Stechhelm trägt eine um seine Halsberge gelegte goldene Schnur mit einem daran hängenden grünen Stein.